# Sinularia recurvata
Sinularia recurvata is een zachte koraalsoort uit de familie Alcyoniidae. De koraalsoort komt uit het geslacht Sinularia. Sinularia recurvata werd in 1983 voor het eerst wetenschappelijk beschreven door Verseveldt & Benayahu. 